# Czesław Fiołek
Czesław Fiołek (ur. 19 lipca 1953 w Knurowie) – polski plastyk, wiceprezes Związku Polskich Artystów Plastyków.
Ukończył Państwową Wyższą Szkołę Sztuk Plastycznych we Wrocławiu w 1977, na Wydziale Projektowania Plastycznego. Praca dyplomowa – Sygnalizacja wizualna w kopalniach węgla kamiennego. Projekt sygnalizatora działającego na trakcji kolei podziemnej, zbudowanego na zasadzie światłowodu. Odznaczony odznaką "Zasłużony Działacz Kultury" przez Ministra Kultury.
- Udział w konkursach i wystawach:
- •	Ogólnopolska wystawa Plastyka – Człowiek – Środowisko w Łodzi w 1976 r.,
- •	Wystawa DYPLOM 77 w Centralnym Biurze Wystaw Artystycznych ZACHĘTA w Warszawie w 1977 r.,
- •	Wyróżnienie za opracowanie koncepcji Centrum Sportów Zimowch na Śnieżniku w Kotlinie Kłodzkiej w 1977 r.,
- •	Indywidualna wystawa w Domu Plastyków w Gliwicach w 1978 r.,
- •	Wyróżnienie za projekt logo dla Stowarzyszenia Wynalazczości i Racjonalizacji w 1980 r.,
- •	Nagroda Kanadyjskiego Komitetu Obrońców Pokoju za projekt klocków „Wspólny Dom” w 1983 r.,
- •	Wyróżnienie firmy Ecopfon za projekt kina „Casino” w Knurowie na Śląsku.
- Uprawiane dziedziny sztuk projektowych:
- •	Wzornictwo użytkowe,
- •	Architektura wnętrz,
- •	Grafika użytkowa.
- Patenty, wzory użytkowe:
- •	Świadectwo o dokonaniu wynalazku nr 145867 „Sygnalizator kopalniany”,
- •	14 świadectw o dokonaniu wzoru użytkowego.
- Organizacja wystaw i imprez kulturalnych:
- •	Współorganizator Przeglądów Twórczości członków Oddziału ZPAP w Gliwicach w latach 1983-2002 r.,
- •	Pomysłodawca, organizator, kurator i kustosz „Wystawy Godło i Barwa Polski Samorządowej”. Autor projektu stelaża oraz całości ekspozycji wystawy w specyficznym wnętrzu zrujnowanego teatru w Gliwicach w 1998 r.,
- •	Organizator wystawy fotograficznej „Pałace i dwory polskie na Kresach południowo-wschodnich” – autorstwa Rafała Dzięciołowskiego w 1998 r.
- Działalność w strukturach Związku Polskich Artystów Plastyków:
- •	Członek ZPAP od 1978 r., początkowo w tzw. Kole Młodym a od 1983 r. jako członek zwyczajny,
- •	Na XIX Walnym Zjeździe Delegatów w Gdańsku – Sobieszewie w czerwcu 1996 r. wybrany do składu Głównej Komisji Rewizyjnej, w której wypracował wnioski w celu gospodarczego wykorzystania nieruchomości po zakończonym procesie rewindykacji. Inicjator działań ZPAP, które doprowadziły do pozyskania lokalu dla Oddziału w Domu Plastyka w Gliwicach,
- •	Na XX Walnym Zjeździe Delegatów w Toruniu we wrześniu 1999 r. wybrany przewodniczącym GKR. Brał czynny udział w pracach Komisji Statutowej,
- •	Na XXI Walnym Zjeździe Delegatów w Częstochowie we wrześniu 2002 r. wybrany do Zarządu Głównego ZPAP. Pełni funkcję wiceprezesa związku w zakresie działalności gospodarczej

Obecnie kierownik Katedry Sztuk Projektowych w Gliwickiej Wyższej Szkole Przedsiębiorczości.